# Peter Ibbetson (opera)
Peter Ibbetson è un'opera statunitense in tre atti del compositore e critico musicale americano Deems Taylor, ancora oggi noto al pubblico per la sua apparizione nel film Disney del 1940 Fantasia, su un libretto del compositore stesso e Constance Collier e tratto dal romanzo del 1891 di George du Maurier.  
La musica che Taylor usa nell'opera è attraente, molto drammatica e di conseguenza appropriata e grata, oltre anche a usare passaggi efficaci e commoventi che rendono quest'opera molto unica nel suo genere. 
Peter Ibbetson è stato rappresentato per la prima volta alla Metropolitan Opera di New York il 7 febbraio 1931 ed è apparso in quattro stagioni per un totale di 22 spettacoli (in casa e in tournée) fino al 1935 e il ritiro dei due cantanti che hanno creato i ruoli dei protagonisti, Lucrezia Bori ed Edward Johnson.
L'opera ha aperto la stagione Met 1933-34 ed è stata trasmessa due volte, nel 1932 (quando le opere erano ancora trasmesse solo in parte) e di nuovo nel 1934. Il 29 giugno 1960 l'Empire State Music Festival presentò un'esibizione di Peter Ibbetson in cui Licia Albanese ha sostituito Lucrezia Bori. Nel 1999 l'opera è stata ripresa in forma di concerto dalla Seattle Symphony Orchestra con Lauren Flanigan nel ruolo di Mary.
Dell'opera Taylor ha organizzato anche una suite omonima e con musiche tratte direttamente dai atti principali dell'opera.